# Pyl

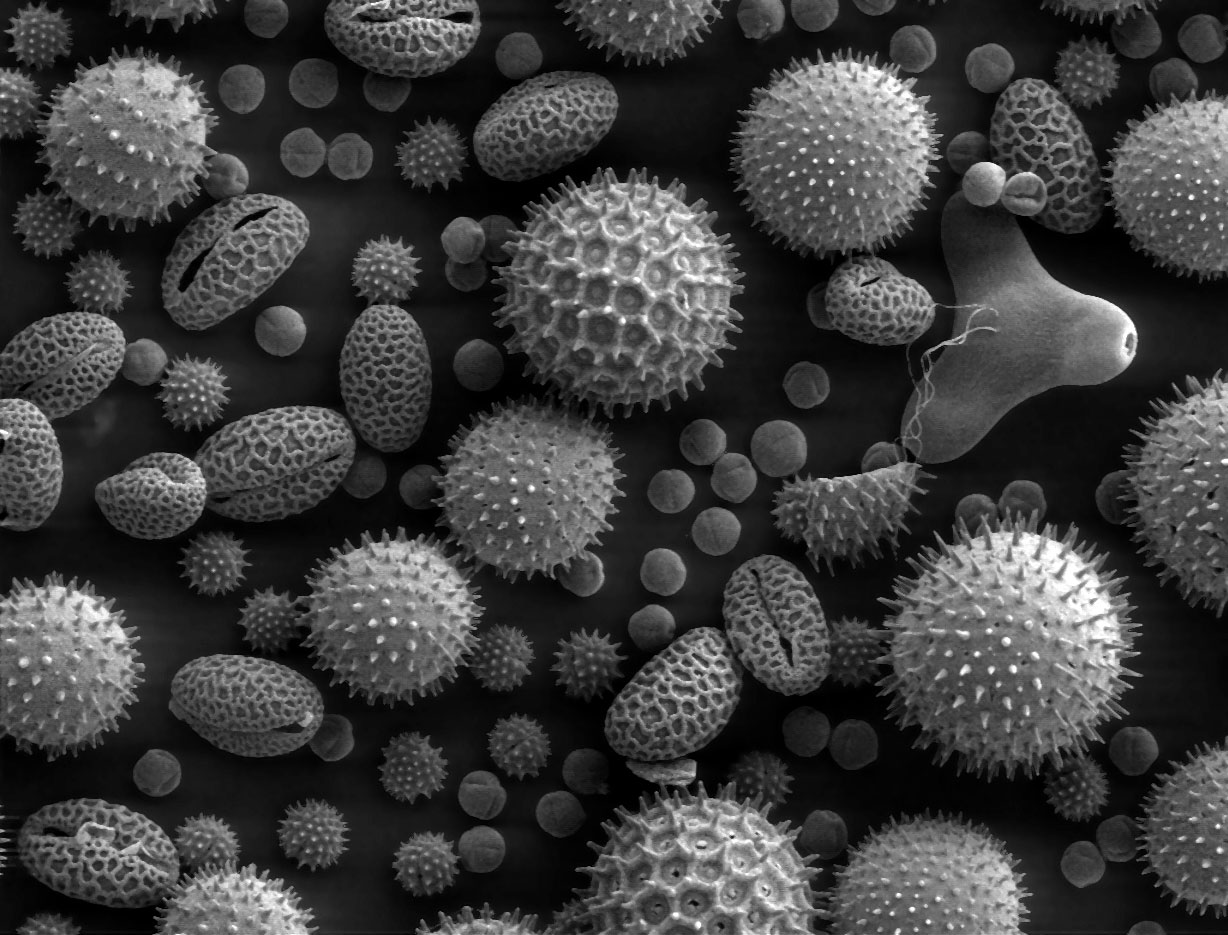
Elektronová mikrofotografie pylových zrn

Pyl je soubor drobných samčích pohlavních buněk semenných rostlin. Samotná samčí buňka kvetoucích rostlin se nazývá pylové zrno (granum pollinis). Barva pylu bývá velmi často žlutá nebo nažloutlá. Pyly se zabývá vědní disciplína palynologie. Pyl se objevil před 123 miliony let.

## Krytosemenné rostliny

### Vývoj
Pyl tvořený pylovými zrny se vytváří v prašníku z parenchymatickými stěnami. Prašník, součást samčího orgánu tyčinky, je tvořen dvěma prašnými váčky (theca) obsahující každý po dvou prašných pouzdrech (loculamentum), ve kterých se pylová zrna z pylotvorného pletiva (archesporium) vyvíjejí. Se zraním pylových zrn se v prašných pouzdrech diferencuje výstelka (tapetum), která pylová zrna vyživuje; dále v nich vzniká vláknitá vrstva (endothecium) napomáhající otevření prašného pouzdra po dozrání pylu.
Z prvotních sporogenních buněk vznikají mitotickým dělením diploidní mateřské buňky pylových zrn, z nichž redukčním dělením (meiózou) dále vznikají čtveřice (tetrády) haploidních pylových zrn.
Pylová zrna jsou v tetrádách uspořádána různě, např. lineárně, příčné, tetraedricky, izobilaterálně. Spolu jsou spojena vlákny která jsou postupně enzymaticky rozrušena a tetrády se rozpadají, pylová zrna se osamostatňují. U některých rostlin ale tetrády zůstávají zachovány vřesy, sítiny, rosnatky, u jiných se spojují do dvojic nebo do početnějších útvarů. U čeledi vstavačovitých a klejichovitých zůstávají spolu slepena všechna pylová zrna prašného pouzdra v jednu hrudku, tzv. brylku (pollinarium), uchycující se lepivým štítkem na opylovači.
Zraním se každé pylové zrno rozdělí na větší buňku vegetativní s laločným jádrem a menší generativní, která je do cytoplazmy vegetativní buňky zanořená. Pylové zrno se stává dvoubuněčné, obě buňky jsou haploidní. Postupně dochází k rozdělení generativní buňky na dvě buňky spermatické (gamety), to se většinou děje až v klíčící pylové láčce. U některých rostlin, např. brukvovitých, hvězdnicovitých a lipnicovitých dochází k dělení již v prašném pouzdru a tehdy je pylové zrno trojbuněčné.

### Popis
Pylová zrna jsou různě velká, od 2-4 μm u pomněnky po 250 μm u tykve. Velikost pylových zrn je často v korelaci se stupněm ploidie. V průběhu evoluce se pylová zrna, až na výjimky, postupně zmenšují. Tvary mívají nejčastěji kolovité nebo elipsovité, u vodních rostlin nitkovité.
Pylové zrno je pro období přenosu z prašníku na bliznu opatřeno dvěma vrstvami, které mají zajistit jeho nepoškození:
- intina – vnitřní obal, poměrně tenký, pružný, málo odolný, složený z celulózy a pektinu,
- exina – vnější obal, tvrdý, obsahující kromě celulózy a pektinu i kutin, sporopoleniny a pevné uhlovodíky odolné vůči působení kyselin a zásad. Exina se může u krytosemenných rostlin, na rozdíl od nahosemenných, skládat z několika vrstev.

Povrch pylového zrna je u entomogamních rostlin pro jednotlivé druhy charakteristický svou drsností, je kromě tvaru a velikosti zrna důležitým rozeznávacím znakem pro palynologií při určování rostlin podle pylových zrn. Struktura povrchu má podstatný vliv na úspěšné uchycení zrna na blizně i na opylovači, tomu napomáhá i lepkavá tekutina někdy vylučována exinou. U anemogamních rostlin bývá povrch hladký a nelepkavý, mnohdy jsou tato pylová zrna opatřena přídavnými vzdušnými vaky pro snazší přenos vzduchem. U mnoha hydrogamních rostlin chybí exina, nehrozí vyschnutí pylu.

### Opylení
Proces styku pylového zrna s bliznou se nazývá opylení. Při opylení dochází ke komunikaci blizny a pylového zrna, je-li pyl bliznou přijat, je mu poskytnuta voda pro hydrataci. Hydratovaný pyl roste apikálním růstem a vytvoří pylovou láčku s třemi buňkami (buňka vegetativní a dvě spermatické). Láčka proniká vodícím pletivem čnělky do semeníku a přenáší tam převážnou část obsahu pylového zrna. V semeníku dochází k oplodnění oosféry v megagametofytu.
K oplodnění nedojde v těchto případech:
- sporofytická inkompatibilita – rozpoznání pylu na blizně jako příliš příbuzného a neposkytnutí mu vody pro hydrataci,
- gametofytická inkompatibilita – rozpoznání pylu ve čnělce jako příliš příbuzného a jeho zničení samičí rostlinou,
- samčí cytoplazmatická sterilita – neschopnost pylu vyklíčit, je způsobena defektní funkcí mitochondrií

Sporofytická a gametofytická inkompatibilita jsou způsoby zábrany samoopylení.
Aby mohla pylová láčka proniknout přes exinu ven z pylového zrna, jsou v exině zeslabená místa, tzv. apertury. Láčka většinou klíčí jednou aperturou (klíčení monosyfonické), jen občas i více aperturami (klíčení polysyfonické) např. u lýkovce.
Klíčení pylu je velmi rychlé a energeticky náročné, proto si pyl připravuje ještě před opuštěním prašníku „polotovary“ proteinů, aby je mohl při klíčení rychleji vyrábět. Jde o mRNA, jejíž translace je blokována navázáním rRNA a proteinů. Vzniklé komplexy jsou značně veliké a nazývají se ribonukleové částečky RNP, blokují nejen translaci, ale také chrání mRNA před degradací proteasami.

## Nahosemenné rostliny
U nahosemenných rostlin jsou proti krytosemenným některé odlišnosti.
- Mikrosporofyl, obdoba tyčinky v květu krytosemenných, není rozlišen na nitku a prašník a nemá dva prašné váčky. Na mikrosporofylu jsou dvě nebo více navzájem nesrostlých mikrosporangií, obdoby prašných pouzder, ve kterých se vyvíjejí pylová zrna.
- Pylové zrno při opylování nepřisedá na bliznu (ta není), ale na polinační kapku vajíčka. Přes klový otvor do vajíčka vroste z pylového zrna pylová láčka která není trojbuněčná, ale pětibuněčná (buňka vegetativní, 2 spermatické, proklová a nástěnná).

## Význam pylu
Význam pylu pro pohlavní rozmnožování rostlin je zásadní. Pyl je dále využitím vrozených instinktů včel zdrojem medu, propolisu, mateří kašičky a dalších, pro lidskou výživu, medicínu i kosmetiku potřebných produktů. Na druhé straně je pyl pro mnohé nepříjemným alergenem, kterým dokáže značně znepříjemnit život. O množství pylu v ovzduší svědčí příklad, že bříza vyprodukuje až 5,5 milionu pylových zrn v jedné jehnědě.

## Označování pylu
Znát typ pylových zrn je důležité nejen pro určování taxonů rostlin v archeologií nebo alergologií, ale i pro zkoumání pravděpodobného historického vývoje daného druhu. Na pylových zrnech se rozlišují tvary a pak umístění a počty apertur.
Ve směru ze středu tetrády rozlišíme na pylovém zrnu dva póly:
- proximální – blíže k centru tetrády,
- distální – směrem ven z tetrády.

Oba póly spojuje pólová osa a kolmo na ní leží ekvatoriální rovina.
Apertury jsou dvojího typu:
- kolpus – oválná až úzce štěrbinatá, vývojově původnější, je-li kolpus v distální části zrna bývá nazýván sulkus,
- porus – okrouhlá až mírně oválná, je-li porus v distální části zrna bývá nazýván ulkus.

Umístění apertury:
- panto – apertury po celém povrchu,
- zono – apertury v ekvatoriální rovině.

Apertura může být jen jedna nebo i jich může být na pylovém zrnu více:
- mono (uni) až …poly.

Podle výše uvedených počtů, umístění a typů apertur jsou pojmenovány pyly.
Příklady: trizonoporátní, trizonokolpátní, pentazonoporátní, hexapantokolpátní, polypantoporátní. Typickým znakem vyšších dvouděložných rostlin je pyl trikolpátní.